# Euscorpius eskisehirensis
Espèce
Euscorpius eskisehirensis est une espèce de scorpions de la famille des Euscorpiidae.

## Distribution
Cette espèce est endémique de la province d'Eskişehir en Turquie.

## Description
Le mâle holotype mesure 26,33 mm et la femelle paratype 32,06 mm.

## Étymologie
Son nom d'espèce, composé de eskisehir et du suffixe latin -ensis, « qui vit dans, qui habite », lui a été donné en référence au lieu de sa découverte, la province d'Eskişehir.

## Publication originale
- Tropea & Yağmur, 2015 : Two new species of Euscorpius Thorell, 1876 from Turkey (Scorpionidae: Euscorpiidae). Arachnida - Rivista Aracnologica Italiana, vol. 1, no 4, p. 13-32.